# Giants (album, The Stranglers)
Giants je sedmnácté studiové album skupiny The Stranglers, vydané v roce 2012. Album si produkovala sama skupina a Louie Nicastro.

## Seznam skladeb
| Pořadí | Název                    | Délka |
| ------ | ------------------------ | ----- |
| 1.     | Another Camden Afternoon | 4:05  |
| 2.     | Freedom Is Insane        | 6:20  |
| 3.     | Giants                   | 3:44  |
| 4.     | Lowlands                 | 3:16  |
| 5.     | Boom Boom                | 3:24  |
| 6.     | My Fickle Resolve        | 5:34  |
| 7.     | Time Was Once On My Side | 3:33  |
| 8.     | Mercury Rising           | 3:39  |
| 9.     | Adios (Tango)            | 4:41  |
| 10.    | 15 Steps                 | 4:58  |

| Deluxe edice: Akustické koncertní nahrávky z roku 2011 | Deluxe edice: Akustické koncertní nahrávky z roku 2011 | Deluxe edice: Akustické koncertní nahrávky z roku 2011 |
| Pořadí                                                 | Název                                                  | Délka                                                  |
| ------------------------------------------------------ | ------------------------------------------------------ | ------------------------------------------------------ |
| 1.                                                     | Tits                                                   | 5:50                                                   |
| 2.                                                     | English Towns                                          | 2:58                                                   |
| 3.                                                     | Southern Mountains                                     | 3:33                                                   |
| 4.                                                     | European Female                                        | 3:50                                                   |
| 5.                                                     | Instead of This                                        | 4:34                                                   |
| 6.                                                     | Long Black Veil                                        | 3:57                                                   |
| 7.                                                     | Dutch Moon                                             | 4:15                                                   |
| 8.                                                     | My Fickle Resolve                                      | 4:41                                                   |
| 9.                                                     | Don't Bring Harry                                      | 3:49                                                   |
| 10.                                                    | Cruel Garden                                           | 2:41                                                   |
| 11.                                                    | Mine All Mine                                          | 3:38                                                   |
| 12.                                                    | Bitching                                               | 4:37                                                   |
| 13.                                                    | Old Codger                                             | 3:18                                                   |
| 14.                                                    | Sanfte Kuss                                            | 2:50                                                   |

## Obsazení
- Jet Black – bicí
- Jean-Jacques Burnel – baskytara, zpěv
- Dave Greenfield – varhany, klávesy
- Baz Warne – kytara, zpěv